# Янов Хутор
Янов Хутор (укр. Янів Хутір; до 2024 года — Перше Травня) — село, Берёзовская сельская община, Шосткинский район, Сумская область, Украина.
Код КОАТУУ — 5921583706. Население по переписи 2001 года составляло 46 человек.

## Географическое положение
К селу Перше Травня примыкает село Первомайское, на расстоянии в 1 км расположено село Поповщина. Рядом проходит автомобильная дорога М-02 (E 101).